# Nemopalpus concolor
Nemopalpus concolor är en tvåvingeart som beskrevs av Elisabeth K. Stuckenberg 1962. Nemopalpus concolor ingår i släktet Nemopalpus och familjen fjärilsmyggor. Inga underarter finns listade i Catalogue of Life.